# Cratere Xiao Zhao
Xiao Zhao  è un cratere sulla superficie di Mercurio.